# Kungjärv
Kungjärv är en sjö i Estland.   Den ligger i landskapet Võrumaa, i den södra delen av landet, 210 km sydost om huvudstaden Tallinn. Kungjärv ligger 73 meter över havet.  I omgivningarna runt Kungjärv växer i huvudsak blandskog.